# Nati nel 1938/Dicembre
| Questa pagina contiene informazioni ricavate automaticamente dalle voci biografiche con l'ausilio del template Bio e di un bot. L'aggiornamento è periodico e automatico e ricostruisce completamente la pagina. Se manca una persona in questa lista, sei pregato di non aggiungerla, ma accertati piuttosto che la sua voce biografica contenga il template Bio e che i dati anagrafici siano correttamente compilati. Se il template Bio manca, inseriscilo tu stesso o, in alternativa, metti l'avviso {{tmp\|Bio}} che ne segnala la mancanza. Se i dati riportati sono sbagliati, correggi direttamente la voce biografica; le modifiche saranno visibili in questa lista entro pochi giorni. Per chiarimenti vedi il progetto biografie. La lista contiene solo le 204 persone che sono citate nell'enciclopedia e per le quali è stato implementato correttamente il template Bio. Pagina aggiornata al 2 ago 2025. |

- 1º dicembre - Peter Dobing, ex calciatore inglese
- 1º dicembre - Richard Dürr, calciatore svizzero († 2014)
- 1º dicembre - Carlos Garnett, sassofonista panamense († 2023)
- 1º dicembre - Tom Goode, giocatore di football americano statunitense († 2015)
- 1º dicembre - Anna Mazzamauro, attrice e cabarettista italiana
- 1º dicembre - Sandy Nelson, batterista statunitense († 2022)
- 1º dicembre - Alberto Oliverio, medico e biologo italiano
- 1º dicembre - Aleksandr Sergeevič Orlov, storico sovietico († 2024)
- 2 dicembre - Luis Artime, ex calciatore argentino
- 2 dicembre - Artur Auladell, ex cestista spagnolo
- 2 dicembre - Biagio Catalano, calciatore e allenatore di calcio italiano († 2015)
- 2 dicembre - Paolo Micolini, politico italiano († 2016)
- 2 dicembre - Antonio Montessoro, politico italiano († 2002)
- 2 dicembre - Antonio Nitto, pattinatore di velocità su ghiaccio italiano († 2023)
- 2 dicembre - Vladimir Orlov, ex pattinatore di velocità su ghiaccio sovietico
- 3 dicembre - Tibor Csernai, calciatore ungherese († 2012)
- 3 dicembre - Tom Davis, allenatore di pallacanestro statunitense
- 3 dicembre - János Kuszmann, calciatore ungherese († 2001)
- 3 dicembre - Tommy Millar, calciatore scozzese († 2001)
- 3 dicembre - José Serebrier, direttore d'orchestra e compositore uruguaiano
- 3 dicembre - Werner Thissen, arcivescovo cattolico tedesco († 2025)
- 4 dicembre - Gaetano Castelli, pittore e scenografo italiano
- 4 dicembre - Richard Meade, cavaliere britannico († 2015)
- 4 dicembre - Yvonne Minton, mezzosoprano australiano
- 4 dicembre - Alfred Raoul, politico della Repubblica del Congo († 1999)
- 4 dicembre - Louis Schlaefli, bibliotecario e storico francese
- 5 dicembre - Fabio Bettini, pugile italiano († 2012)
- 5 dicembre - Terry Caldwell, ex calciatore inglese
- 5 dicembre - J.J. Cale, cantautore e chitarrista statunitense († 2013)
- 5 dicembre - David Cordingly, storico inglese
- 5 dicembre - Mark Lazarus, calciatore inglese († 2025)
- 5 dicembre - Giuseppe Matulli, politico italiano († 2024)
- 5 dicembre - Heidi Schmid, ex schermitrice tedesca
- 5 dicembre - Umberto Vattani, diplomatico italiano
- 6 dicembre - Alberto Baeza, ex calciatore messicano
- 6 dicembre - Patrick Bauchau, attore belga
- 6 dicembre - Oxana Yablonskaya, pianista russa
- 7 dicembre - Andrzej Czuma, politico e avvocato polacco
- 7 dicembre - Noris De Stefani, cantante italiana († 2021)
- 7 dicembre - Shyamala Gopalan, scienziata e oncologa indiana († 2009)
- 7 dicembre - Jean-Louis Schefer, critico d'arte, filosofo e storico dell'arte francese († 2022)
- 7 dicembre - Julia Sutton, attrice britannica
- 8 dicembre - Fortunato Aloi, politico italiano
- 8 dicembre - Jean-Paul Goude, illustratore e regista francese
- 8 dicembre - John Kufuor, politico ghanese
- 8 dicembre - Namkhai Norbu, personalità religiosa tibetano († 2018)
- 8 dicembre - Graziella Tossi, politica italiana († 2025)
- 9 dicembre - Christian Baudelot, sociologo francese
- 9 dicembre - Giuliano Collina, pittore italiano
- 9 dicembre - Waris Hussein, regista britannico
- 9 dicembre - Stanislav Jarábek, allenatore di calcio e ex calciatore cecoslovacco
- 9 dicembre - Deacon Jones, giocatore di football americano statunitense († 2013)
- 9 dicembre - Nikola Kotkov, calciatore bulgaro († 1971)
- 9 dicembre - Romeo Venturelli, ciclista su strada italiano († 2011)
- 9 dicembre - Henryk Żaliński, storico polacco
- 10 dicembre - Grady Alderman, giocatore di football americano statunitense († 2018)
- 10 dicembre - Bill Mathis, giocatore di football americano statunitense († 2020)
- 10 dicembre - Jurij Chatuevič Temirkanov, direttore d'orchestra russo († 2023)
- 11 dicembre - Graziana Calcagno, magistrata italiana († 2018)
- 11 dicembre - Gerd Cintl, canottiere tedesco († 2017)
- 11 dicembre - Fred Cox, giocatore di football americano statunitense († 2019)
- 11 dicembre - Roberto Infascelli, regista, sceneggiatore e produttore cinematografico italiano († 1977)
- 11 dicembre - Enrico Macias, cantante algerino
- 11 dicembre - McCoy Tyner, pianista e compositore statunitense († 2020)
- 11 dicembre - Heshmat Mohajerani, allenatore di calcio e ex calciatore iraniano
- 11 dicembre - Anna Orso, attrice italiana († 2012)
- 11 dicembre - Valentin Selivanov, regista sovietico († 1998)
- 12 dicembre - Tognella, cabarettista e attore italiano († 1995)
- 12 dicembre - Enzo Di Martino, giornalista e critico d'arte italiano († 2023)
- 12 dicembre - Colin Hanton, batterista britannico
- 12 dicembre - Nevena Kokanova, attrice bulgara († 2000)
- 12 dicembre - Willy Steveniers, ex cestista e allenatore di pallacanestro belga
- 13 dicembre - Daniela Calvino, attrice italiana († 2020)
- 13 dicembre - Claude Constantino, cestista e allenatore di pallacanestro senegalese († 2019)
- 13 dicembre - Alvin Curran, compositore statunitense
- 13 dicembre - Heino, cantante e showman tedesco
- 13 dicembre - Gus Johnson, cestista e allenatore di pallacanestro statunitense († 1987)
- 13 dicembre - Jiří Šťastný, ex cestista cecoslovacco
- 14 dicembre - Leonardo Boff, presbitero, teologo e scrittore brasiliano
- 14 dicembre - Stewart Brand, saggista statunitense
- 14 dicembre - Frank Cullotta, mafioso, collaboratore di giustizia e scrittore statunitense († 2020)
- 14 dicembre - Mario Gandelsonas, architetto e teorico dell'architettura argentino
- 14 dicembre - Fabrizio Angelo Pennacchietti, orientalista, linguista e esperantista italiano
- 14 dicembre - Alessandro Sanvito, scacchista e scrittore italiano († 2020)
- 14 dicembre - Janette Scott, attrice britannica
- 14 dicembre - Harald Wehner, calciatore tedesco orientale († 2012)
- 15 dicembre - Mariano Artigas, filosofo e presbitero spagnolo († 2006)
- 15 dicembre - Michael Bogdanov, regista teatrale gallese († 2017)
- 15 dicembre - Eliot Coleman, scrittore statunitense
- 15 dicembre - Klaus Hänsch, politico tedesco
- 15 dicembre - Fred Anton Maier, pattinatore di velocità su ghiaccio norvegese († 2015)
- 15 dicembre - Pino Mauro, cantautore e attore italiano
- 15 dicembre - Marcello Minale, designer italiano († 2000)
- 15 dicembre - Sante Notarnicola, rivoluzionario, criminale e poeta italiano († 2021)
- 15 dicembre - Rina Schenfeld, ballerina e coreografa israeliana
- 15 dicembre - Corrado Sforza Fogliani, banchiere italiano († 2022)
- 15 dicembre - Billy Shaw, giocatore di football americano statunitense († 2024)
- 15 dicembre - Juan Carlos Wasmosy, politico paraguaiano
- 16 dicembre - John Allan Cameron, cantante canadese († 2006)
- 16 dicembre - Renato Campanini, calciatore italiano († 2020)
- 16 dicembre - Tommaso De Prà, ex ciclista su strada italiano
- 16 dicembre - Jimmie Lee Jackson, attivista statunitense († 1965)
- 16 dicembre - Wi Kuki Kaa, attore neozelandese († 2006)
- 16 dicembre - Tor Kleveland, dirigente sportivo e ex calciatore norvegese
- 16 dicembre - Zbigniew Religa, cardiochirurgo e politico polacco († 2009)
- 16 dicembre - Masaaki Tsukada, attore e doppiatore giapponese († 2014)
- 16 dicembre - Liv Ullmann, attrice, regista e sceneggiatrice norvegese
- 17 dicembre - Gianfranco Franchini, architetto italiano († 2009)
- 17 dicembre - Paolo Micalizzi, giornalista e critico cinematografico italiano († 2024)
- 17 dicembre - Francesco Pizzi, calciatore italiano († 2024)
- 17 dicembre - Peter Snell, mezzofondista neozelandese († 2019)
- 17 dicembre - Marcello Staglieno, giornalista, scrittore e politico italiano († 2013)
- 17 dicembre - Susan Watson, attrice e cantante statunitense
- 18 dicembre - Chas Chandler, musicista e produttore discografico britannico († 1996)
- 18 dicembre - Jesús Codina, cestista e allenatore di pallacanestro spagnolo († 1999)
- 18 dicembre - Bo Högberg, pugile e attore svedese († 2005)
- 18 dicembre - Håkan Lindberg, pilota automobilistico svedese († 2010)
- 18 dicembre - Roger E. Mosley, attore statunitense († 2022)
- 18 dicembre - Fabio Alberto Roversi Monaco, giurista italiano
- 18 dicembre - Joe Szura, hockeista su ghiaccio canadese († 2006)
- 19 dicembre - Jay Arnette, ex cestista statunitense
- 19 dicembre - Terence Brain, vescovo cattolico britannico
- 19 dicembre - Jean-Louis Fournier, scrittore, saggista e regista francese
- 19 dicembre - Peter H. Hunt, regista statunitense († 2020)
- 19 dicembre - Eric Hänni, judoka svizzero († 2024)
- 19 dicembre - Karel Svoboda, compositore ceco († 2007)
- 19 dicembre - Jaime Sánchez, attore portoricano
- 19 dicembre - Heinrich August Winkler, storico tedesco
- 20 dicembre - Giuseppe Brienza, politico italiano († 2018)
- 20 dicembre - Luigi Cancrini, psichiatra e politico italiano
- 20 dicembre - Leonardo Corbo, ingegnere e divulgatore scientifico italiano
- 20 dicembre - Terry Dene, cantante britannico
- 20 dicembre - John Harbison, compositore e direttore d'orchestra statunitense
- 20 dicembre - Aleksandar Kozlina, calciatore jugoslavo († 2013)
- 20 dicembre - Patricio Rodríguez, tennista e allenatore di tennis cileno († 2020)
- 20 dicembre - Betsy Snite, sciatrice alpina statunitense († 1984)
- 20 dicembre - Gianfranco Stella, ex fondista e scialpinista italiano
- 21 dicembre - Larry Bryggman, attore statunitense
- 21 dicembre - Víctor Castañeda, ex calciatore cileno
- 21 dicembre - Sandro Dori, attore italiano († 2021)
- 21 dicembre - John Harvey, scrittore inglese
- 21 dicembre - Shi Pei Pu, agente segreto e cantante cinese († 2009)
- 22 dicembre - Lucien Bouchard, politico e avvocato canadese
- 22 dicembre - Rocco Caccavari, politico italiano († 2021)
- 22 dicembre - Brian Locking, bassista e armonicista britannico († 2020)
- 22 dicembre - Pedro Roig, hockeista su prato spagnolo († 2018)
- 22 dicembre - Julio Santaella, dirigente sportivo e calciatore spagnolo († 2019)
- 22 dicembre - Martin Sherman, drammaturgo e sceneggiatore statunitense
- 22 dicembre - Peter Weber, ginnasta tedesco († 2024)
- 22 dicembre - Bob Wiesenhahn, ex cestista statunitense
- 23 dicembre - Farhad Daftary, islamista iraniano
- 23 dicembre - Robert Kahn, informatico statunitense
- 24 dicembre - John Barnwell, ex calciatore e allenatore di calcio inglese
- 24 dicembre - Héctor Barreneche, ex cestista argentino
- 24 dicembre - Cecilia Chiovini, politica italiana
- 24 dicembre - Noel Freeman, ex marciatore australiano
- 24 dicembre - Sonia Gessner, attrice svizzera
- 24 dicembre - Hans Küppers, calciatore tedesco († 2021)
- 24 dicembre - Juan Carlos Lallana, calciatore argentino († 2022)
- 24 dicembre - Mesías Maiguashca, compositore ecuadoriano
- 24 dicembre - Philippe Nahon, attore francese († 2020)
- 24 dicembre - Dieter Richter, germanista tedesco
- 24 dicembre - Valentim Loureiro, militare, politico e imprenditore portoghese
- 25 dicembre - Morio Higaonna, artista marziale giapponese
- 25 dicembre - John E. Peterson, politico statunitense
- 25 dicembre - Noel Picard, hockeista su ghiaccio canadese († 2017)
- 26 dicembre - José Luis Alcaine, direttore della fotografia spagnolo
- 26 dicembre - Evgenij Gomel'skij, allenatore di pallacanestro sovietico
- 26 dicembre - Joe Hooley, allenatore di calcio e calciatore inglese († 2021)
- 26 dicembre - Mirko Kovač, scrittore e drammaturgo jugoslavo († 2013)
- 26 dicembre - Adriana Maliponte, soprano italiano
- 26 dicembre - Alain Marion, flautista francese († 1998)
- 26 dicembre - Valerij Rodčenko, regista sovietico († 2015)
- 27 dicembre - Jean Hale, attrice statunitense († 2021)
- 27 dicembre - Valentina Prudskova, schermitrice sovietica († 2020)
- 27 dicembre - Jon Sobrino, presbitero, religioso e teologo spagnolo
- 27 dicembre - Rolf Wolfshohl, ciclista su strada, ciclocrossista e pistard tedesco († 2024)
- 28 dicembre - Franco Capelletti, dirigente sportivo italiano
- 28 dicembre - Luciano Gaucci, imprenditore e dirigente sportivo italiano († 2020)
- 28 dicembre - Alexander Horváth, calciatore e allenatore di calcio cecoslovacco († 2022)
- 28 dicembre - Frank Kelly, attore e comico irlandese († 2016)
- 28 dicembre - Pachín, allenatore di calcio e calciatore spagnolo († 2021)
- 29 dicembre - Bart Berman, pianista e compositore olandese
- 29 dicembre - Aldo Bottin, politico italiano
- 29 dicembre - Carlos Grudiña, ex calciatore argentino
- 29 dicembre - James B. Kaler, astronomo e scrittore statunitense († 2022)
- 29 dicembre - Gianluigi Saccaro, schermidore italiano († 2021)
- 29 dicembre - Cornelia Sideri, canoista rumena († 2017)
- 29 dicembre - Angelo Tosato, biblista italiano († 1999)
- 29 dicembre - Jon Voight, attore statunitense
- 30 dicembre - Ārons Bogoļubovs, judoka sovietico
- 30 dicembre - Gennaro Langella, mafioso statunitense († 2013)
- 30 dicembre - Gavino Ledda, scrittore e poeta italiano
- 30 dicembre - Hemmo Muntingh, politico olandese
- 30 dicembre - Sylva Richterová, ex cestista cecoslovacca
- 30 dicembre - Happy Ruggiero, produttore discografico, compositore e cantante italiano († 2022)
- 30 dicembre - Ron Wolf, dirigente sportivo statunitense
- 31 dicembre - Giacomo Baiamonte, politico italiano
- 31 dicembre - Rosalind Cash, attrice statunitense († 1995)
- 31 dicembre - Eligio Echagüe, calciatore paraguaiano († 2009)
- 31 dicembre - Pierluigi Giunti, ex calciatore italiano
- 31 dicembre - Atje Keulen-Deelstra, pattinatrice di velocità su ghiaccio olandese († 2013)
- 31 dicembre - Marien Ngouabi, politico e militare della Repubblica del Congo († 1977)
- 31 dicembre - Vincenzo Viviani, politico e magistrato italiano